# Гаральд Вінклер
Гаральд Вінклер  (нім. Harald Winkler; нар. 17 грудня 1962) — австрійський бобслеїст, олімпійський чемпіон.

## Виступи на Олімпіадах
| Олімпіада        | Дисципліна | Місце |
| ---------------- | ---------- | ----- |
| Калгарі 1988     | двійка     | 5     |
| Калгарі 1988     | четвірка   | 7     |
| Альбервіль 1992  | четвірка   | 1     |
| Ліллехаммер 1994 | четвірка   | 4     |